# Abd al-Karim Qasim
Abd al-Karim Qasim (àrab: عبد الكريم قاسم)  (Bagdad, 21 de novembre de 1914 - Bagdad, 9 de febrer de 1963) també transcrit Abd al-Karim Kasim, Abdul Karim Qassem, Abdul Karim Kassem, fou un militar i president/dictador de l'Iraq.

## Biografia
Era nascut a Bagdad de pare sunnita i mare kurda xiïta (encara que es proclamava àrab pur). Va ser oficial el 1934 i general de brigada el 1955. Des de 1950 formava part d'una cèl·lula de conspiradors a l'exèrcit i el 1956 fou escollit cap dels Oficials Lliures, ja que manava una unitat aquarterada prop de la capital.

### Revolució del 14 de juliol
L'1 de febrer de 1958 Síria i Egipte es van unir en la República Àrab Unida. El 14 de febrer es va anunciar la Federació Àrab formada per Jordània i Iraq amb el rei Faisal II com a cap d'estat. L'estiu Jordània va demanar ajut als iraquians en el conflicte del Líban; les unitats enviades a Jordània dirigides pel general Abdul Karim Qassim (Abd al-Karim Kasim) van optar per marxar contra Bagdad en lloc d'anar al seu destí i el 14 de juliol van donar un cop d'estat. La guàrdia reial va rebre ordes de no resistir i Faisal es va entregar, però fou executat pel capità Abdul Sattar Sabaa Al-Ibousi (que dirigia el grup que assaltava el palau) junt al príncep hereu Abd al-Ilah, la princesa Hiyam (dona de l'anterior), la princesa Nafeesa (mare d'Abd al-Ilah) i la princesa Abadiya (tia de Faisal). També fou executat el primer ministre Nuri al-Said en un altre lloc. La monarquia fou abolida, es va proclamar la república i es va establir un Consell Sobirà dels tres grups ètnics del país. L'ocupació de la capital fou obra del coronel Abdesalam Aref un oficial protegit de Kassem.

### Primer ministre de l'Irak
Abdul Karim Kassem, que va agafar el poder com a primer ministre, comandant en cap i ministre de defensa i amb Arif com a vicepresident del consell i ministre de l'Interior. La capçalera de l'estat fou concedida a un Consell sobirà de les tres comunitats de l'estat presidit per Muhammad Najib al-Rubai, sense poder real.
El govern de Kassem era nacionalista, però després de la matança de la família reial, no va cometre excessos. Les penes imposades a un centenar de polítics detinguts foren de curts períodes de presó i en cap cas la pena de mort. Es van reorganitzar les servis civils i es van fer reformes socials i es va produir un acostament a Egipte i a la Unió Soviètica. El coronel Aref, el lloctinent de Kassem i viceprimer ministre, va intentar un acostament pel seu compte a Egipte i fou destituït el setembre de 1958. El 30 de setembre de 1958 Kassem va promulgar una llei de reforma agrària que fou molt beneficiosa pel país i la gent. El 1959 va seguir un codi d'estatut personal aplicable a sunnites a xiïtes (derogat després de la seva mort)
El distanciament de Kassem de comunistes i nasseristes li feia perdre suport. Es van signar tractats amb la Unió Soviètica i Xina, i hi va haver un distanciament d'Egipte després de la destitució d'Aref. La condemna del coronel Aref, acusat de conspirar per matar Kassem, el 7 de febrer de 1959 va provocar la sortida de diversos membres del govern i dimissions al parlament; el tribunal estava presidit per Mahdawi, cosí de Kassem i procomunista. Tot i la pena de mort dictada Kassem la va commutar (després Aref va executar a Kassem).
El 7 de març es va produir un cop d'estat que va esclatar a Mossul dirigit pel coronel Abd al-Wahhab al-Chawwaf i altres oficials. L'aviació lleial va bombardejar als rebels i Chawaf va morir i els oficials rebels foren executats. Els oficials comunistes seguint ordes del partit van donar suport al govern. El 24 de març de 1959 Iraq es va retirar del Pacte de Bagdad, entitat que fou substituïda per l'Organització del Tractat Central o CENTO (Turquia, Pakistan, Iran i Gran Bretanya). Els darrers soldats britànics a Iraq, amb base a Habbanya, van sortir cap a Xipre el maig. El juliol es van produir xocs entre comunistes i anticomunistes que foren reprimits per l'exèrcit i els comunistes van ser eliminats de tots els càrrecs de responsabilitat. El 7 d'octubre Kassem fou víctima d'un atemptat (finançat pels estats i en el que va participar un jove baasista de nom Saddam Hussein, que havia ingressat al partit Baath el 1957) del que va sortir amb ferides lleus (el seu vehicle fou tirotejat).
El 6 de gener de 1960 (dia de l'exèrcit) conforme a la promesa de Kassem els partits polítics, que fins aleshores estaven tolerats, foren legalitzats. El partit Baath, el Partit Islàmic, i el Partit Independent (dretà) no foren autoritzats, però si els kurds, comunistes (dos), socialistes i el partit Nacional Demòcrata; al cap de poc temps cap dels partits seguia en activitat legal excepte un pseudo partit comunista creat a instàncies del mateix Kassem per debilitar al verdader partit. El setembre el jutge Mahdawi va dictar diverses penes de mort contra els conspiradors de Mossul de març de 1959, però Kassem les va commutar per penes de presó. El mateix mes es va fundar a Bagdad la OPEC (sigles angleses de l'Organització de Països Exportadors de Petroli OPEP).
El 1961 la situació es va estabilitzar i van millorar les relacions amb Jordània i altres països però les reclamacions sobre Kuwait van enterbolir els contactes amb la Gran Bretanya que va enviar soldats a la zona. A primers de 1962 van començar xocs amb els pexmergues (milicians) kurds al nord del país. El 13 de maig Kassem va anunciar la creació d'una comissió per redactar una constitució. En aquests anys es va formar la Companyia Nacional Iraquiana de Petroli amb ajut soviètic. A l'estiu els pexmergues kurds havien agafat el control de les províncies de majoria kurda al nord-est del país, i l'aviació iraquiana va començar a bombardejar les ciutats kurdes, però els rebels van respondre amb armament soviètic. El 29 de desembre va córrer la notícia de la mort del cap rebel Mullah Mustafà Barzani, que havia estat refugiat a la Unió Soviètica del 1947 al 1958, i que ara demanava suport als americans per la independència, notícia que va resultar ser falsa.

### Revolució del Ramadà
El 8 de febrer de 1963 un cop d'estat derrocà a Kassem que fou executat l'endemà.